# Spybot - Search & Destroy
Spybot - Search & Destroy (vaak Spybot S&D) is een computerprogramma waarmee spyware, malware en adware op Microsoft Windows verwijderd kan worden. Het bevat ook een immuniseerfunctie om spyware te blokkeren. Verwijderde problemen kunnen met de herstelfunctie weer teruggeplaatst worden. Ook bevat het programma een updatefunctie waarmee de bescherming bijgewerkt wordt. Het programma is gratis voor niet-professionele gebruikers, maar een bestaat ook een betaalde versie.
De basis van het programma is ontworpen in 2000 door de Duitse programmeur Patrick Michael Kolla, die toen nog student was. Er bestaan verschillende lookalikes die in feite malware zijn en juist spybots installeren.